# Glyphyalinia
Glyphyalinia é um género de gastrópode  da família Zonitidae.
Este género contém as seguintes espécies:
- Glyphyalinia pecki